# شوهي كواكامي
شوهي كواكامي (باليابانية: 川上 翔平) (مواليد 17 مايو 1995) هو لاعب كرة قدم ياباني.

## وصلات خارجية
- شوهي كواكامي على موقع رابطة كرة القدم اليابانية للمحترفين (اليابانية)
- شوهي كواكامي على موقع Soccerway.com (الإنجليزية)